# Rozès
Rozès (gaskognisch: Rosers) ist eine französische Gemeinde mit 113 Einwohnern (Stand 1. Januar 2022) im Département Gers in der Region Okzitanien (bis 2015 Midi-Pyrénées). Sie gehört zum Arrondissement Auch und zum Gemeindeverband Artagnan de Fezensac. Die Bewohner nennen sich Rozésiens/Rozésiennes.

## Geografie
Rozès liegt rund 25 Kilometer nordwestlich von Auch im Zentrum des Départements Gers. Die Gemeinde besteht aus Streusiedlungen und Einzelgehöften. Es gibt zahlreiche Weinberge. Der Fluss Baïse durchquert die Gemeinde in nördlicher Richtung und bildet streckenweise die östliche Gemeindegrenze.
Nachbargemeinden sind Bezolles im Norden, Beaucaire im Nordosten, Castéra-Verduzan im Osten, Bonas im Südosten, Saint-Paul-de-Baïse im Süden, Marambat im Südwesten und Westen sowie Vic-Fezensac im Westen und Nordwesten.

## Geschichte
Im Mittelalter lag Rozès in der Region Armagnac in der historischen Landschaft Gascogne und teilte deren Schicksal. Rozès gehörte von 1793 bis 1801 zum District Condom und zum Kanton Lannepax. Von 1801 bis 2015 war die Gemeinde dem Arrondissement Condom zugeteilt und gehörte zum Wahlkreis (Kanton) Valence-sur-Baïse (ursprünglich Kanton Valence genannt). Die Gemeinde besteht in der heutigen Form erst seit 1836. Damals vereinigte sich die damalige Gemeinde Rozès (1831: 157 Einwohner) mit den Gemeinden La Mazère (1831: 57 Einwohner) und Miran (1831: 151 Einwohner) zur heutigen Gemeinde.

### Bevölkerungsentwicklung
| Jahr                      | 1962 | 1968 | 1975 | 1982 | 1990 | 1999 | 2006 | 2011 | 2020 |
| Einwohner                 | 156  | 143  | 112  | 108  | 103  | 109  | 123  | 127  | 110  |
| Quellen: Cassini und ISEE |      |      |      |      |      |      |      |      |      |

## Sehenswürdigkeiten
- Kirche Saint-Martin in Rozès
- Kirche Saint-Jean-Baptiste in Miran
- mehrere Wegkreuze
- Schloss Rozès aus dem 18. Jahrhundert (Privatbesitz)

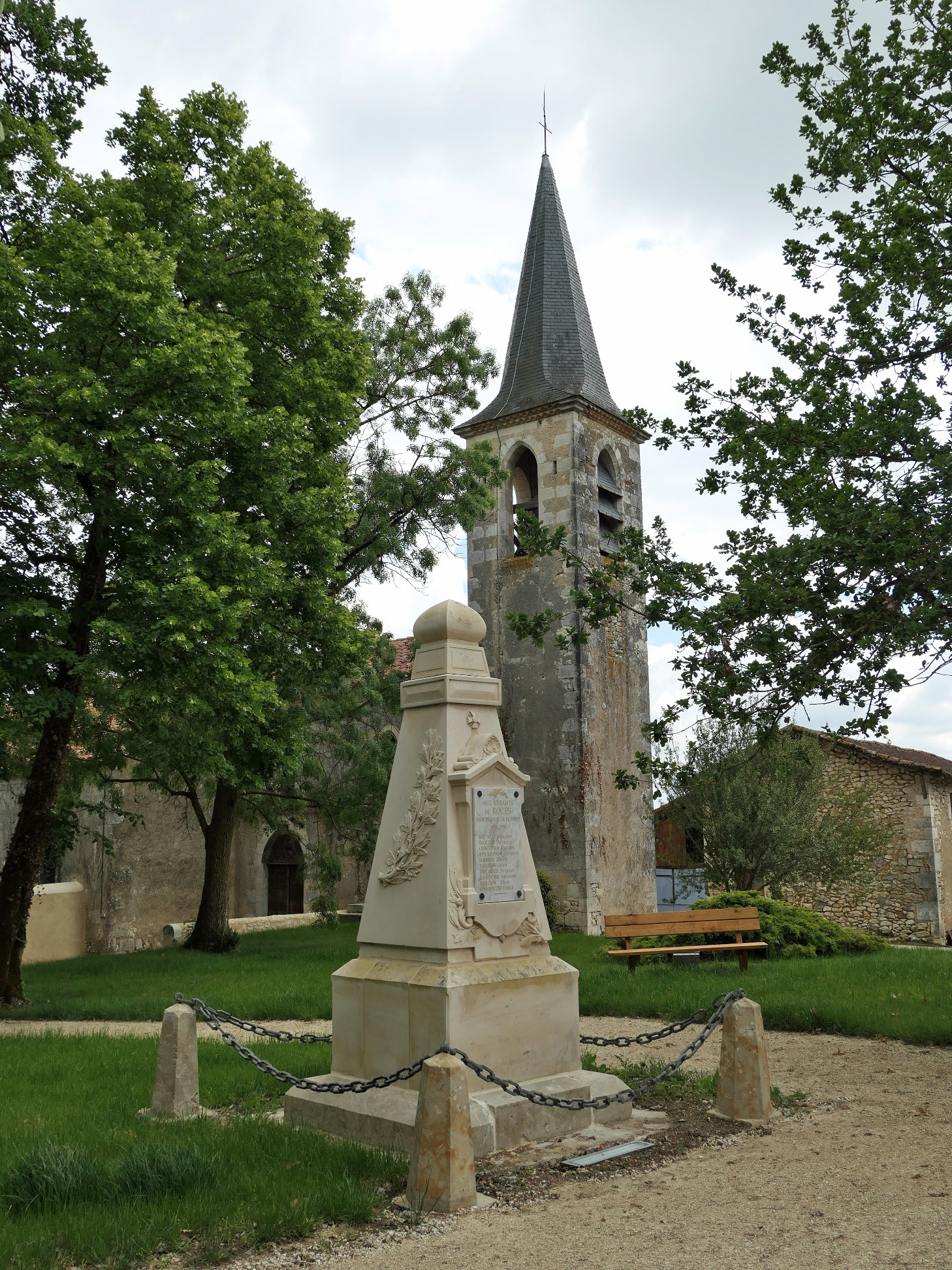
Kirche Saint-Martin und Gefallenendenkmal

- Denkmal für die Gefallenen[3]

## Verkehr
Die Gemeinde liegt fernab von überregionalen Verkehrswegen und hat keine Schienen- oder Busverbindungen. Die wichtigsten regionalen Verkehrswege sind die D930 wenige Kilometer östlich und die N124 mit einem Anschluss in Vic-Fezensac.